# Томенко, Николай Владимирович
Никола́й Влади́мирович Томе́нко (укр. Микола Володимирович Томенко; род. 11 декабря 1964, село Малые Каневцы) — украинский политик. Народный депутат Украины IV—VIII созывов. Глава политической партии «Рідна країна».
Заместитель председателя Верховной рады Украины с февраля до июня 2007 и с сентября 2008 по декабрь 2012 года. В 2005 году был вице-премьером Украины по гуманитарным вопросам в правительстве Юлии Тимошенко.
Доктор политических наук, профессор КНУ имени Тараса Шевченка.

## Биография
Родился 11 декабря 1964 года в селе Малые Каневцы Чернобаевского района Черкасской области. В 1982 году окончил среднюю школу в селе Великие Каневцы. Окончил исторический факультет Киевского государственного университета (учился в 1982—1983, 1985—1989 годах). В 1983—1985 годах проходил срочную службу в Советской армии, принимал участие в военных действиях в Афганистане.
В 1988—1989 годах — секретарь комитета комсомола университета. В 1989—1992 годах аспирант там же. Был членом оргкомитета по проведению учредительного съезда Народного Руха Украины.
В 1992—1995 годах — заведующий кафедрой политических наук Института государственного управления и самоуправления при Кабинете министров Украины. В 1993—1994 годах — сотрудник Министерства по делам национальностей и миграции.
В 1997—1998 годах — заведующий кафедрой политологии Национального университета «Киево-Могилянская академия». В 1998 году был выдвинут кандидатом в народные депутаты по партийному списку партии «Реформы и порядок» (№ 15), однако партия не преодолела 4 % барьер. В 1998—2000, 2001—2002, 2005—2006, 2007 годах — директор Института политики Архивная копия от 6 декабря 2008 на Wayback Machine.
В 2000—2001 годах — начальник главного управления прессы и информации Киевской городской государственной администрации (в команде городского головы Александра Омельченко).
В 2002 году избран в Верховную Раду Украины от блока «Наша Украина» (№ 62). Возглавлял комитет по вопросам свободы слова и информации, выступал против давления президентской власти на СМИ.
В 2004 году принял активное участие в избирательной кампании Виктора Ющенко, являлся его доверенным лицом. С февраля по сентябрь 2005 года — вице-премьер Украины по гуманитарным и социальным вопросам в правительстве Юлии Тимошенко. Уходя в отставку, выступил со скандальными разоблачениями фактов коррупции в ближайшем окружении президента Ющенко.
Будучи вице-премьером имел конфликт с Яном Табачником, заявлял, что «табачникам и кобзонам» не место на Украине.
В ноябре 2005 года покинул партию «Реформы и порядок». На парламентских выборах 2006 года баллотировался по списку блока Юлии Тимошенко (№ 3). На региональных выборах того же года возглавлял партийный список БЮТ в Киевсовете.
После парламентских выборов 2006 года — заместитель председателя фракции БЮТ в Верховной Раде, глава парламентского Комитета по вопросам семьи, молодёжной политики, спорта и туризма. В феврале 2007 года избран заместителем председателя Верховной Рады, находился на этом посту по июнь того же года.
На выборах 2007 года снова получил депутатский мандат по списку БЮТ (№ 3). В сентябре 2008 года вновь избран заместителем председателя Верховной рады. 4 июля 2012 года подал в отставку после принятия Верховной Радой спорного закона о языках, однако она не была принята.
С декабря 2012 года — народный депутат Украины VII созыва от партии Всеукраинское объединение «Батькивщина» (№ 10 в списке). Глава Комитета Верховной Рады по вопросам свободы слова и информации.
2 апреля 2014 года вышел из «Батькивщины» в связи с тем, что после Евромайдана она «реализовала свои главные цели — стала полноценной партией власти, а также добилась освобождения Юлии Тимошенко». По его словам, статус внефракционного депутата позволит активнее работать в парламенте и заниматься общественной деятельностью.
С 18 июня 2014 по 13 июля 2015 года — внештатный советник президента Украины Петра Порошенко по гуманитарным вопросам и Киеву. Избран народным депутатом Украины VII созыва на выборах в Верховную Раду в октябре 2014 года под № 8 в списке Блока Петра Порошенко. Беспартийный, заместитель главы фракции «Блок Петра Порошенко». Председатель Комитета Верховной Рады Украины по вопросам экологической политики, природопользования и ликвидации последствий Чернобыльской катастрофы.
25 декабря 2015 года депутат Верховной Рады Украины от фракции «Блок Петра Порошенко» Николай Томенко сообщил о своем выходе из фракции после голосования парламента за правительственный проект бюджета на 2016 года.
2 февраля 2016 года председатель Верховной Рады Украины Владимир Гройсман объявил о выходе из фракции «Блок Петра Порошенко» депутата Николая Томенко.
29 марта 2016 года председатель Верховной Рады Украины Владимир Гройсман объявил о досрочном прекращении депутатских полномочий Николая Томенко на основании решения съезда партии "Блок Петра Порошенко «Солидарность» от 25 марта 2016 года принятого в соответствии с ч. 6 ст. 81 Конституции Украины и с учётом постановления Центральной избирательной комиссии № 91 от 28 марта 2016 года. Николай Томенко подал иск в Высший административный суд Украины относительно лишения его депутатского мандата, в котором говорится о признании неправомерным и отмене решения XII внеочередного съезда партии "Блок Петра Порошенко «Солидарность» от 25 марта 2016 года «О досрочном прекращении полномочий народного депутата Украины Николая Томенко».
С июня 2016 года возглавляет политическую партию «Рідна країна».

## Общественная деятельность
Инициировал и организовал всеукраинские акции «Семь чудес Украины» и «Семь природных чудес Украины». Автор нескольких монографий, среди которых: «История украинской Конституции», «Теория политики», «Украинский романтик Николай Гоголь» и другие, а также более ста статей, включая публицистические. Пропагандист здорового образа жизни.